# Ignasi Ferrera
Ignasi Ferrera o Ignasi Ferreres (Barcelona?, primera meitat del segle xviii - ~1794) fou un metge català del Segle de les Llums, autor d'una extensa i interessant obra literària, el conjunt de la qual resta profundament omès encara avui dia. La vida d'Ignasi Ferrera constitueix un interrogant regit pel misteri i la desconeixença. Únicament se sap amb certesa que exercí com a metge a la ciutat de Barcelona, nucli on finà molt probablement als albors de gener del 1794.
Ignasi Ferrera fou membre de la societat Comunicación Literaria, on tingué ocasió de llegir L'Apologia de l'idioma cathalà, obrà que compongué entre el 1779 i el 1780, que exercí una influència d'irrefutable rellevància en obres escrites posteriorment, com la Gramatica y apología de la llengua cathalana que Josep Pau Ballot i Torres va concebre l'any 1815. Altrament, és destacable la producció en vers, la qual consta de sis composicions incloses en les Festivas demostraciones que al Beato Simón de Roxas hizo el convento de dicha orden de la ciudad de Barcelona este año 1766, el Soliloqui de Caifàs (un romanç escrit en decasíl·labs on hom intueix considerables trets preromàntics), poemes monosil·làbics i altres composicions de caràcter satíric de transcendència majorment discutible. En la confecció poètica s'evidencia la influència de diferenciats corrents propis del context: d'una banda, hom denota un afany continuador de la tradició barroca, en cert mode antagònic quant a la "vocació il·lustrada" que tenyeix secundàriament la seva producció.
| « | Un sol Deu que tot ho pot Es lo qui es, un ser en tre No son tres Deus; un sol es Lo Deu del cel, que es en tot. Un sol deu es, en qui crech A qui vull mes que á mi De tot mon cór, que en ma fi Lo cel me dó, jo li prech | » |
| — citat al Diccionari de Torres i Amat (op. cit.) a partir de la Gramatica y apología de la llengua cathalana del Dr. Ballot | |   |